# 永佃制
永佃制是中國自南宋至近代的一種土地制度，據此，佃戶可以永久租用農地，不受土地業權轉手的影響。永佃制下，佃戶享有部份土地所有權，有時又稱為一田二主制。

## 起源
北宋末、南宋初，各地普遍實行長期租約制，田地的買主往往答應繼續出租田地給原佃戶，在地契上說明這一點，並寫上佃戶姓名，即「隨田佃客」。有些地區，即使地契上沒明載佃戶姓名，買主依然承認原佃戶的優先承佃權。隨田佃客的制度有利佃戶，保障佃戶的承租權，不受土地所有權轉移的影響。這種習慣南宋時在江南演變成永佃制。
有時地主與佃農因為長期簽約，在出賣自己的田地時，也會設法取得新買主承諾，讓該佃農永遠在原田上佃種。這種永佃權是出賣土地的附帶條件，稱「就行佃賃」。有時賣主不但在原地以佃戶身份耕作，甚至在出賣土地時聲明享有回贖權，在回贖權有效期間可以世代承佃。這是永佃制的另一來源。
宋代流行一種只抵押、不賣地的交易，贖回的權利永遠屬於出典人。抵押土地後，出典人仍可以自由使用土地，如果他不提出贖回，出典的狀態便一直持續下去。這是永佃制的形成原因之一。承典人可以把土地轉典給第三者，收取金錢；也可以向出典人支付一筆相當於典價與賣價差額的金錢，稱「找貼」或「找價」。

## 內容
在永佃制下，土地的擁有權與使用權分離，可以分別執行和佔有。這兩項分割的權益，各地名稱不同，如：田底田面、田骨田皮、田根田腳。有的地方認為永佃權是土地所有權的一部份，因此享有永佃權的稱為二田主，形成一田二主制，即地主與佃戶共同享有土地的主權。
永佃制有利佃農，對佃農是一種保障。佃農視永佃權為一種產業，可以出讓、遺贈、或轉售。永佃權有時價，而且往往比土地所有權的價值更高。

## 延伸閱讀
- 赵冈：〈永佃制与过密型生产 （页面存档备份，存于）〉。
- 赵冈：〈永佃制的经济功能 （页面存档备份，存于）〉。
- 赵冈：〈永佃制下的田皮价格 （页面存档备份，存于）〉。
- 罗伯特C．埃里克森：〈复杂地权的代价：以中国的两个制度为例 （页面存档备份，存于）〉。